# Alfonso Zaplana Bellizza
Alfonso Zaplana Belliza (Moquegua, 20 de enero de 1912 - Lima, 18 de abril de 1973) fue un prelado peruano, obispo de la diócesis de Tacna y Moquegua.

## Biografía
Nació en la ciudad de Moquegua. Sus padres fueron don Juan Zaplana de Postigo y Hernández Paredes, natural de España, y doña Rosa Belliza Fanella Díaz y Ballón, natural de Arequipa. Su familia se trasladó a Lima. Allí cursó estudios primarios en el Colegio Apostólico de los Padres Paules. Luego ingresó al Seminario Conciliar de Santo Toribio, donde cursó la secundaria y realizó estudios de filosofía y teología.
Fue ordenado sacerdote el 12 de marzo de 1938, siendo incardinado en la diócesis de Tacna. Posteriormente, se inició en el periodismo en el año 1939, llegando a dirigir "El Amigo del Clero" del arzobispado de Lima; también fundó la revista "Luisa de Humay", y fue postulado de la causa de beatificación de Luisa de la Torre. Ejerció el magisterio en colegios estatales y particulares de Lima, y fue director del internado del Colegio Antonio Raymondi. Fue párroco en Santiago de Surco, San Pedro de Chorrillos, y en el año 1945 fue trasladado a la parroquia Santísima Cruz de Barranco, en la cual, entre los años 1945 y 1946, impulsó y promovió la devoción al Señor de los Milagros, llegando a conseguir por primera vez que una procesión pasara los límites de una parroquia a otra. Como párroco restauró las iglesias, y dos de ellas, fueron edificadas. Organizó importantes congresos eucarísticos y marianos en Barranco, Trujillo y Tacna.
El 14 de julio de 1952, el Papa Pío XII lo nombra obispo auxiliar de Trujillo y obispo titular de Agbia. Fue ordenado obispo el 14 de septiembre de 1952, fue consagrado por el cardenal Juan Gualberto Guevara y de la Cuba, que era arzobispo de Lima, y complementariamente por los prelados Daniel Figueroa Villón, obispo de Huancayo, y Javier Miguel Ariz Huarte, O.P. desarrollando su obra apostólica en los diversos sectores de la arquidiócesis. El 10 de julio de 1955 participó en la consagración del obispo Ángel Rodríguez Gamoneda, O.S.A.
El 17 de diciembre de 1956 fue nombrado obispo de Tacna por el Papa Pío XII, tomando posesión de la sede episcopal el 9 de marzo de 1957. El 13 de junio de 1957 inauguró y bendijo un convento franciscano en Tacna junto con el provincial en una gran ceremonia. El 26 de octubre de 1958 contribuyó en la consagración del obispo José Germán Benavides Morriberón, perteneciente al clero de Tacna; y también participó en la del obispo Ignacio Arbulú Pineda, el 12 de abril de 1959. El 18 de julio de 1960 asistió a la ceremonia de inauguración de Radio Latina. Impulsó las vocaciones sacerdotales y religiosas. Por su solicitud se instalaron en la diócesis los jesuitas, los maristas, las terciarias franciscanas, las madres de la Caridad de San Luis y las madres de San José. Asimismo, se dedicó a la construcción del edificio "Seminario Santa Rosa", junto al camino carretero a Pachía. Por su iniciativa funcionó un dispensario médico o policlínico y se fundó una escuela técnica industrial. Fue el promotor de la actual construcción del Santuario del Señor de Locumba. Durante su episcopado aumentó a catorce los colegios que se tenían bajo la regencia de la diócesis, habiendo tres antes de que él asumiera. De igual modo, las parroquias llegaron a ser 17, habiendo nueve anteriormente.
Fue Padre Conciliar en las primeras tres sesiones del Concilio Vaticano II.
Falleció el 28 de abril de 1973, en Lima, Perú. Sus restos reposan en la cripta de los obispos de la Catedral de Moquegua.